# Mongjeonggi 2
Série
Mongjeonggi
(2002)
Pour plus de détails, voir Fiche technique et Distribution.
Mongjeonggi 2 (몽정기 2) est un film sud-coréen réalisé par Jung Cho-sin, sorti en 2005. Il s'agit de la suite de Mongjeonggi sorti en 2002.

## Synopsis
Ce film s'attarde sur les fantasmes sexuels de Sung-eun et de ses amies Bang Sue-yeon et Kim Mi-sook. Mais, le fantasme devient bientôt réalité avec l'arrivée d'un étudiant, futur professeur, appelé Kang Bong-gu. Avec ses traits burinés et son sourire éclatant, aucune fille ne pourrait lui résister, s'il n'avait pas un défaut fatal. Il semble que Kang soit atteint d'une maladie incurable; ce n'est pas vraiment fatal, mais cela pourrait aussi bien l'être. Le pauvre Kang a un problème de « flatulences » qui met un grand froid sur sa vie sexuelle. Cependant, ce petit problème n'empêche pas Oh Sung-eun d'essayer de s'accrocher à cet homme...

## Fiche technique
- Titre : Mongjeonggi 2
- Titre original : 몽정기 2
- Titre anglais : Wet Dream 2
- Réalisation : Jung Cho-sin
- Scénario : Park Chae-wun
- Musique : Lee Young-ho
- Photographie : Seo Jeong-min
- Montage : Nam Na-yeong
- Production : Lee Eun et Choi Jin-hwa
- Société de distribution : Lotte Entertainment
- Pays d'origine : Corée du Sud
- Langue : coréen
- Format : Couleurs - 1,85:1 - Dolby Digital - 35 mm
- Genre : Comédie
- Durée : 101 minutes
- Date de sortie : 13 janvier 2005 (Corée du Sud)

## Distribution
- Lee Ji-hoon : Kang Bong-gu
- Kang Eun-bi : Oh Sung-eun
- Jeon Hye-bin : Bang Soo-yeon
- Park Seul-gi : Kim Mi-sook
- Shin Joo-ah : Baek Se-mi
- Jeon Jae-hyung : Ji Seok-gu
- Jung Dong-hwan : Le père de Sung-eun
- Kim Hae-sook : La mère de Sung-eun